# 玉奇吾斯塘乡
玉奇吾斯塘乡，是中华人民共和国新疆维吾尔自治区阿克苏地区库车市下辖的一个乡镇级行政单位。

## 行政区划
玉奇吾斯塘乡下辖以下地区：
渭干河社区、库木吐尔村、兰干尔村、拜西克热木村、喀拉苏村、库西吐尔村、玉奇吾斯塘村、杭甫巴格木村、代尔瓦扎亚村、阿热买里村、排孜阿瓦提村、阿热吾斯塘村、霍加艾日克村和吐格其村。